# 月見ケ丘 (宮崎市)
月見ケ丘（つきみがおか）とは、宮崎県宮崎市内の地名。赤江地域自治区に属している。郵便番号は880-0926。2023年現在、月見ケ丘1丁目-7丁目が設置され、住居表示実施地域となっている。

## 地理
宮崎市の中部、赤江地域自治区のうち、大淀川支流八重川右岸の台地部分にある団地「月見ケ丘団地」の大部分からなる。1丁目から7丁目が置かれるが、宮崎市において〇丁目の数字が最大になるのは当地の"7"である。北方を源藤町、東方を大字恒久、西方を清武町加納、南方を本郷北方と接する。

## 歴史
- 1978年 - 源藤町・恒久・田吉・本郷北方の一部をもって月見ケ丘が成立、住居表示実施。

## 世帯数と人口
2023年（令和5年）7月1日現在の世帯数と人口は以下の通りである。
| 町丁          | 世帯数  | 人口   |
| ------------- | ------- | ------ |
| 月見ケ丘1丁目 | 377世帯 | 789人  |
| 月見ケ丘2丁目 | 723世帯 | 1480人 |
| 月見ケ丘3丁目 | 266世帯 | 524人  |
| 月見ケ丘4丁目 | 460世帯 | 935人  |
| 月見ケ丘5丁目 | 655世帯 | 1338人 |
| 月見ケ丘6丁目 | 468世帯 | 921人  |
| 月見ケ丘7丁目 | 223世帯 | 451人  |

## 小・中学校の学区
市立小・中学校に通う場合、学区は以下の通りとなる。
| 町名     | 小学校               | 中学校             |
| -------- | -------------------- | ------------------ |
| 月見ケ丘 | 宮崎市立宮崎南小学校 | 宮崎市立赤江中学校 |

## 交通

### バス
宮交グループの運営するバスが営業している。

### 道路
- 国道220号

## 施設
- 宮崎県立宮崎南高等学校
- 宮崎市立赤江中学校